# Guillem Ferrando
Guillem Ferrando Porro (Benifairó de la Valldigna, Valencia, 8 de enero de 2002) es un jugador de baloncesto español que pertenece a la plantilla del Bàsquet Girona de la Liga ACB. Mide 1,86 metros y juega de base

## Trayectoria
Formado en el Valencia Basket para integrarse en sus equipos de cantera. 
En la temporada 2019-20, debutó con el primer equipo taronja disputando un partido de Euroliga en la Fonteta ante el Maccabi Tel Aviv BC.
En la temporada 2021-22, disputó un total de 32 partidos con el primer equipo del Valencia Basket entre la Liga Endesa y la 7DAYS EuroCup con unos promedios de 2,1 puntos y 1,2 asistencias, consiguiendo el récord de asistencias en un partido de competición europea con los 13 pases de canasta que repartió ante el Ratiopharm Ulm.
El 5 de septiembre de 2022, se hace oficial su cesión al Club Melilla Baloncesto, equipo de LEB Oro española, para disputar la temporada 2022-23.
El 28 de noviembre de 2022, tras 4 meses cedido en el Club Melilla Baloncesto, el base regresa al Valencia Basket de la Liga Endesa.
El 15 de febrero de 2023, firma por el Albacete Basket de la Liga LEB Oro, cedido por Valencia Basket hasta el final de la temporada.
El 30 de diciembre de 2023, firma por el Movistar Estudiantes de la LEB Oro, cedido por el Valencia Basket hasta el final de la temporada para cubrir la baja por lesión de Francis Alonso.
El 29 de junio de 2024, firma por el Bàsquet Girona de la Liga ACB.

## Selección nacional
En verano de 2022, logró la medalla de oro con la selección española Sub-20 en el EuroBasket Sub-20, disputado en Montenegro, con unos promedios de 10 puntos y 2,4 rebotes para un 11 de valoración.
El 20 de febrero de 2025 jugó por primera vez con la selección española absoluta en un encuentro contra Letonia.